# Russell B. Long
Russell B. Long (Shreveport, 1918. november 3. – Washington, 2003. május 9.) az Amerikai Egyesült Államok szenátora (Louisiana, 1948–1987).